# Hypostyl

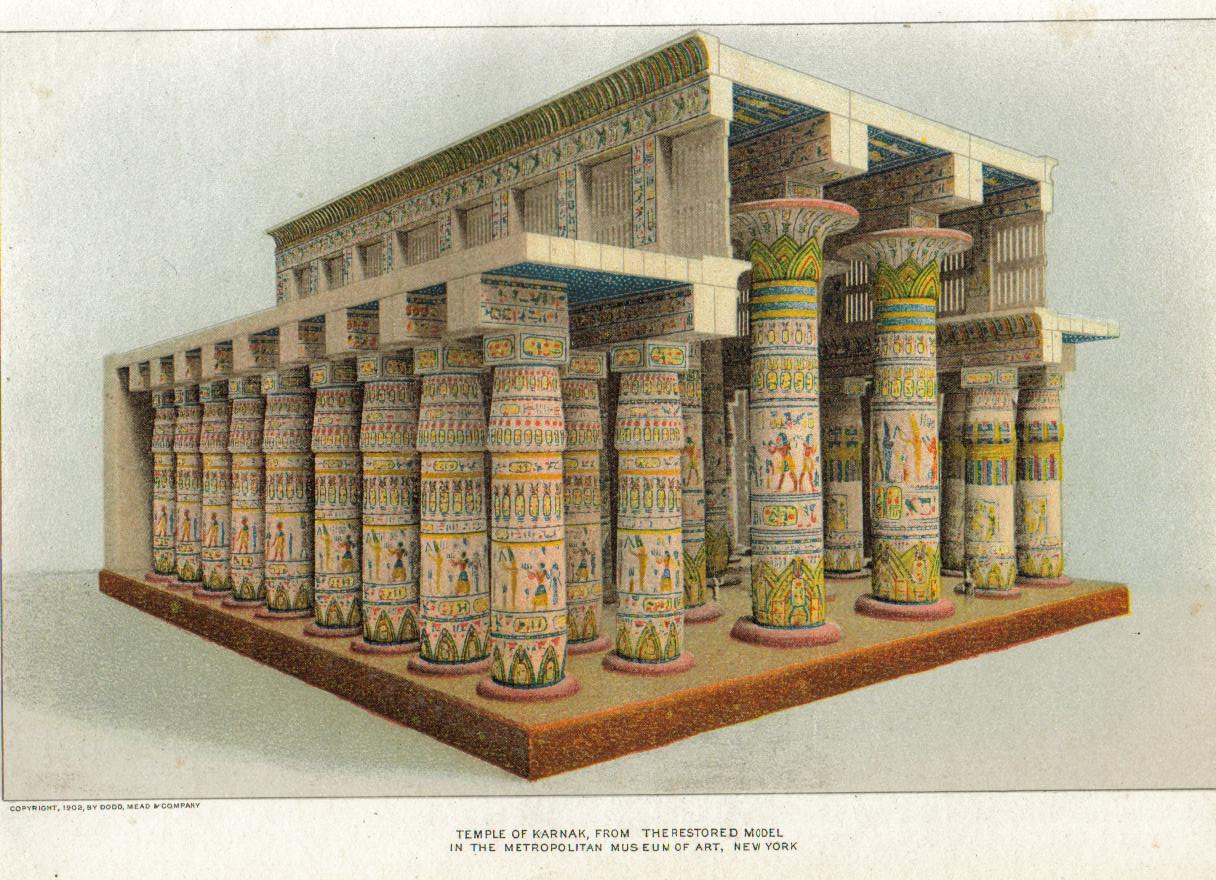
Rekonstruktion av en hypostyl i basilikaform

Hypostyl (av grekiska hypo, under, och stylos, pelare),  är en under antiken förekommande tempelsal eller pelargång med tak buret av rader av kolonner. Ett av de mer kända exemplen finns i ett tempel i Karnak. 